# Chief of Staff of the United States Air Force
Le chef d'état-major de la Force aérienne des États-Unis (en anglais : Chief of Staff of the United States Air Force, CSAF) est le plus haut responsable de l'US Air Force. C'est un général 4 étoiles, subordonné direct du secrétaire à la Force aérienne et membre du Joint Chiefs of Staff. Il est nommé par le président des États-Unis, sa nomination est ensuite validée par le Sénat.

## Liste desChief of Staff of the United States Air Force
|        | Nom                  | Photo | Début du mandat                             | Fin du mandat      |
| ------ | -------------------- | ----- | ------------------------------------------- | ------------------ |
| 1      | Carl A. Spaatz       |       | 26 septembre 1947                           | 29 avril 1948      |
| 2      | Hoyt S. Vandenberg   |       | 30 avril 1948                               | 29 juin 1953       |
| 3      | Nathan F. Twining*   |       | 30 juin 1953                                | 30 juin 1957       |
| 4      | Thomas D. White      |       | 1er juillet 1957                            | 30 juin 1961       |
| 5      | Curtis E. LeMay      |       | 30 juin 1961                                | 1er février 1965   |
| 6      | John P. McConnell    |       | 1er février 1965                            | 31 juillet 1969    |
| 7      | John D. Ryan         |       | 1er août 1969                               | 31 juillet 1973    |
| 8      | George S. Brown*     |       | 1er août 1973                               | 30 juin 1974       |
| 9      | David C. Jones*      |       | 1er juillet 1974                            | 20 juin 1978       |
| 10     | Lew Allen Jr.        |       | 1er juillet 1978                            | 30 juin 1982       |
| 11     | Charles A. Gabriel   |       | 1er juillet 1982                            | 30 juin 1986       |
| 12     | Larry D. Welch       |       | 1er juillet 1986                            | 30 juin 1990       |
| 13     | Michael J. Dugan     |       | 1er juillet 1990                            | 17 septembre 1990  |
| Acting | John M. Loh          |       | 18 septembre 1990                           | 29 octobre 1990    |
| 14     | Merrill A. McPeak    |       | 30 octobre 1990                             | 25 octobre 1994    |
| 15     | Ronald R. Fogleman   |       | 26 octobre 1994                             | 1er septembre 1997 |
| 16     | Michael E. Ryan      |       | 6 novembre 1997                             | 5 septembre 2001   |
| 17     | John P. Jumper       |       | 6 septembre 2001                            | 2 septembre 2005   |
| 18     | T. Michael Moseley   |       | 2 septembre 2005                            | 1er août 2008      |
| 19     | Norton A. Schwartz   |       | 12 août 2008                                | 10 août 2012       |
| 20     | Mark Welsh           |       | 10 août 2012                                | 1er juillet 2016   |
| 21     | David L. Goldfein    |       | 1er juillet 2016                            | 6 août 2020        |
| 22     | Charles Q. Brown Jr. |       | 6 août 2020                                 | 29 septembre 2023  |
| 23     | David W. Allvin      |       | 2 novembre 2023 29 septembre 2023 (intérim) | Présent            |

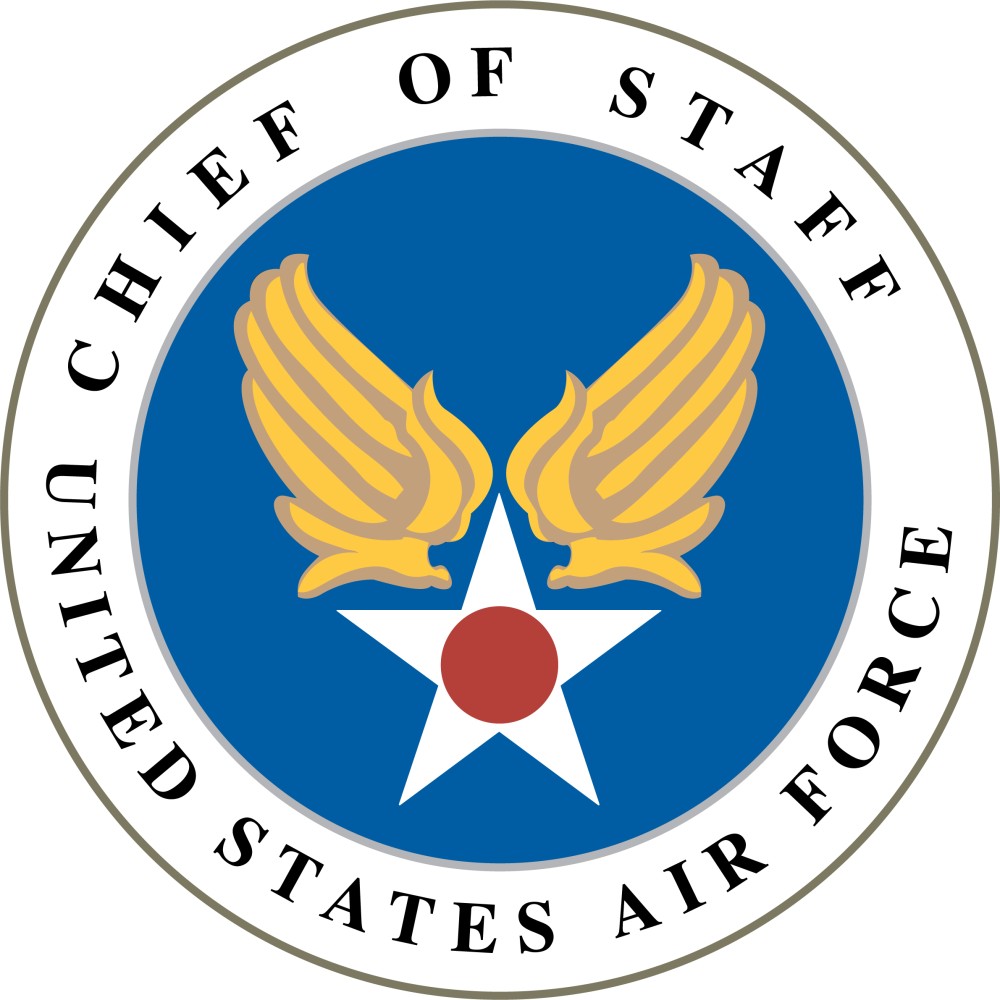
Sceau du Chief of Staff of the United States Air Force

* a ensuite servi comme chef d'État-Major des armées des États-Unis (Chairman of the Joint Chiefs of Staff)

## Culture populaire
- Les généraux Michael E. Ryan et John P. Jumper apparaissent — dans leurs propres rôles, en tant que Chief of Staff of the United States Air Force — dans la série Stargate SG-1.